# Torinski pasijon (Memling)
Torinski pasijon ali Prizori iz Kristusovega pasijona je oljna slika na plošči baltskega hrasta, ki jo je okrog leta 1470 naslikal staronizozemski slikar Hans Memling, rojen v Nemčiji. Slika prikazuje 23 podob iz Jezusovega življenja, združenih v eno pripovedno kompozicijo brez osrednjega prevladujočega prizora: 19 epizod iz Jezusovega pasijona, Vstajenje in 3 poznejše upodobitve vstalega Jezusa (Marija Magdalena, na poti v Emavs in ob Galilejskem jezeru). Sliko je naročil Tommaso Portinari, italijanski bankir s sedežem v Bruggeu, ki je upodobljen na donatorskem portretu, kjer kleči in moli v spodnjem levem kotu, njegova žena Maria Baroncelli pa v podobnem položaju v spodnjem desnem kotu.
Slika je razmeroma majhna, 56,7 × 92,2 cm in verjetno ni bila oltarna slika. Morda je bila namenjena Portinarijevi kapeli v cerkvi sv. Jakoba v Bruggeu. Ko je umrl leta 1501, ni bila katalogizirana v Portinarijevih zapuščini in naj bi bila med letoma 1510 in 1520 preseljena iz Bruggesa v Firence. Prvič je zabeležena v zbirki Cosima I. v Firencah leta 1550. Slika je zdaj v Galleria Sabauda v Torinu.

## Opis
Prizori pasijona se začnejo v daljavi zgoraj levo z Jezusovim vstopom v Jeruzalem na Cvetno nedeljo, prečkajo mesto in spet spodaj levo do Getsemanskega vrta skozi pasijonske prizore v središču mesta (sodba Pilata, Jezusovo bičanje, kronanje s trnjem, Ecce Homo), nato sledi procesija križa nazaj iz mesta desno spodaj, nato do vrha za križanje in konča v daljavi zgoraj desno z nastopi v Emavsu in Galileji. Vključuje sedem od 14 tradicionalnih postaj Križevega pota, vendar dodaja več prizorov pred njimi in po njih ter izpusti 7: Jezus dobi križ, dvakrat, ko Jezus pade s križem, Jezus sreča svojo mater, Veronika obriše obraz Jezusu, Jezus je srečal jeruzalemske hčere in Jezusu so slekli oblačila.
Prizori so razdeljeni v idealiziranem Jeruzalemu in okoli njega, upodobljeno kot obzidano srednjeveško mesto z eksotičnimi stolpi, na katerih so kupole. Zaradi visokega pogleda s "ptičje perspektive" je Kalvarija vidna za mestom. Nenavadno je, da je za slike tega obdobja osvetlitev na sliki notranja, povezana z vzhajajočim soncem skrajno desno in skladna po celotni sliki, pri čemer so območja zadaj desno v svetlobi in območja spredaj levo v senci.

### Kronologija
Po vrsti so prizori:
1. Jezus na cvetno nedeljo odide v mesto na oslu; zgoraj levo, zunaj mestnih vrat
2. Jezus je izgnal menjalce iz templja; desno od Jezusovega vstopa pod dvojnim lokom
3. Juda je izdal Jezusa velikim duhovnikom; navzdol in levo od templja, v ozkem, s svečami osvetljenem prehodu
4. Zadnja večerja; levo od izdaje, v stavbi z nagnjeno streho
5. Molitev v Getsemanskem vrtu; pod Zadnjo večerjo; trije apostoli ležijo speči, medtem ko Jezus moli
6. Aretacija Jezusa; navzdol in desno od vrta: Juda poljubi Jezusa; Peter odreže uho Malhusu
7. Petrovo zanikanje; zgoraj in desno od aretacije: Peter prikazan na vratih, zgoraj je zapel petelin
8. Jezus pred Pilatom levo od sredine; Pilat sedi na svojem prestolu (tradicionalna križeva postaja št. 1)
9. Bičanje Jezusa; center
10. Drugo zaslišanje Pilata; desno od sredine, preskok dveh prizorov v ozki stavbi, postavljeni nazaj
11. Kronanje s trnovo krono; desno od bičanja dobi Jezus krono s trnjem in vijolično haljo
12. Ecce homo; desno od kronanja s trnjem: Jezus je prikazan ljudem, ki ga obsodijo na smrt
13. Izdelava križa; navzdol in levo, pod bičanjem
14. Nošenje križa; Simon iz Cirene nosi križ spodaj in se nadaljuje  v desno procesija od mestnih vrat; na zunanji cesti Jezus pade na kolena in mu pomaga Simon iz Cirene (tradicionalni križev pot št. 3 in 5)
15. Jezus je pribit na križ, desno od sredine (tradicionalna križeva postaja št. 11)
16. Križanje; zgoraj, na levi, Jezus umre na Golgoti, skupaj z dvema zločincema (tradicionalna križeva postaja št. 12)
17. Snemanje s križa; na desni je Jezus ponoči odstranjen s križa (tradicionalna križeva postaja št. 13)
18. Polaganje Jezusa v grob; pod snemanjem s križa, desno (tradicionalna križeva postaja št. 14)
19. Jezus v predpeklu; desno od procesije, Jezus z razpelom
20. Jezusovo vstajenje; zgoraj v predpeklu, s stražarji, ki spijo
21. Srečanje z Marijo Magdaleno: noli me tangere; nad vstajenjem
22. Na poti v Emavs; zgoraj desno
23. Nastop pred apostoli ob Galilejskem jezeru; levo od srečanja z Marijo Magdaleno

## Podobnosti
Memling je uporabil podoben pripovedni slog za kasnejši Advent in Kristusova zmaga (znano tudi kot Sedem radosti Device) (1480), narejen za oltar Ceha usnjarjev v cerkvi Matere božje v Bruggeu, zdaj pa jo ima Stara pinakoteka, München.